# Внутренние улучшения
Внутренние улучшения (англ. Internal improvements) — термин, исторически использовавшийся в США после войны за независимость и на протяжении XIX века для обозначения общественных работ, в основном в рамках создания транспортной инфраструктуры: дорог, каналов, гаваней и железных дорог. В настоящее время проведение таких работ считается признанной прерогативой правительства, но в начале американской истории эта идея считалась спорной. Концепция внутренних улучшений несла в себе оттенок политического движения и призывала к проявлению общественного духа и поиску немедленной экономической выгоды. Джордж Вашингтон и другие политики того времени считали, что развитие транспортной систем было совместным долгом правительства и простых граждан.
Авторы американской Конституции опасались, что Конгресс станет слишком могущественным, если позволить ему регулировать внутренние улучшения, из-за чего Конституционный конвент стремился лишить конгрессменов этого права, однако в конечном итоге парламент смог преодолеть эти ограничения. В самом начале XIX века считалось, что Конгресс имеет право строить дороги и каналы на территориях, находящихся вне суверенитета штатов, но не имеет аналогичных прав внутри их территорий. Таким образом первые средства были выделены на внутренние улучшения территорий США. Несмотря на это, уже в 1806 году Конгресс распространил свои полномочия на земли штатов, но только после разрешения местных властей на проведение работ на их территории. После англо-американской войны 1812 года американцы стали в большей степени полагаться на федеральное правительство и в 1826 году Конгресс выделил средства на проведение работ на реке Саванна без разрешения от правительств штатов.
Первые президенты США часто проявляли нерешительность в вопросах проведения внутренних улучшений: известный защитник прав штатов Томас Джефферсон санкционировал крупнейший проект внутренних улучшений в истории — строительство Камберлендской дороги, но в последние годы жизни резко критиковал другие общественные работы. Джеймс Мэдисон рекомендовал Конгрессу помочь штату Нью-Йорк в строительства канала от озера Эри до реки Гудзон, но позже изменил свою позицию по внутренним улучшениям, утверждая, что парламент не имеет права выделять средства на них. Политика Джеймса Монро также была запутанной и противоречивой: сначала он сообщил Мэдисону, что разделяет его взгляды по вопросу внутренних улучшений, но постепенно отклонился от своей изначальной позиции. При его правлении в обращение вошло большинство методов, при помощи которых правительство будет поддерживать и поощрять внутренние улучшения до 1861 года.
Избранный в 1824 году президент Джон Куинси Адамс открыто поддержал внутренние улучшения в своей инаугурационной речи и назначил сторонника американской системы и внутренних улучшений Генри Клея на пост государственного секретаря. За время правления Адамса на внутренние улучшения было выделено больше средств, чем за все предыдущие администрации. С приходом Эндрю Джексона к власти широкомасштабная реализация внутренних улучшений была прекращена, а сам президент проявлял непоследовательность в этом вопросе: будучи Сенатором он поддерживал общественные работы, а на посту президента — нет. Джексон заявил, что для получения федеральных средств проекты должны быть общенациональными, а не штатными. В результате поток ассигнований на каналы и гавани был остановлен, но другие проекты всё равно получали финансирование.
Большая часть президентов после Джексона также была непоследовательной в вопросах внутренних улучшений. Мартин Ван Бюрен поддерживал Джексона, но разрешил законы о внутренних улучшениях, имевших местной значение. Джон Тайлер никак не формулировал свою политику по этому вопросу. Джеймс Полк решительно блокировал все законы (кроме строительства военных дорог во время американо-мексиканской войны) такого типа. Кандидаты в президенты на выборах обычно либо уклонялись от ответа на вопрос о своей позиции, либо не сдерживали своих обещаний.